# Ixorida aberrans
Ixorida aberrans är en skalbaggsart som beskrevs av Jan Krikken 1979. Ixorida aberrans ingår i släktet Ixorida och familjen Cetoniidae. Inga underarter finns listade i Catalogue of Life.